# Carlos Fresneda
Carlos Fresneda (Madrid, 1963) es un periodista y escritor español, corresponsal del diario El Mundo en Londres.

## Biografía
Nació en Madrid en 1963. Dio sus primeros pasos en el mundo del periodismo con El País. Por los artículos publicados en ese medio sería premiado con el Mesonero Romanos. De El País se fue a El Mundo, con el que ha sido corresponsal tanto en Nueva York como en Milán. También se encargó de dirigir la revista Metrópoli que publica este medio. Desde el año 2011, es su corresponsal en Londres. Colabora de forma habitual con la revista CuerpoMente.

## Obra
Ha escrito varios libros:
- La vida simple (Planeta)
- Querido hijo (La Esfera de los Libros)
- El rey de las alcantarillas (Grupo SM)
- Mirar Madrid
- La vida simple